# آپترا

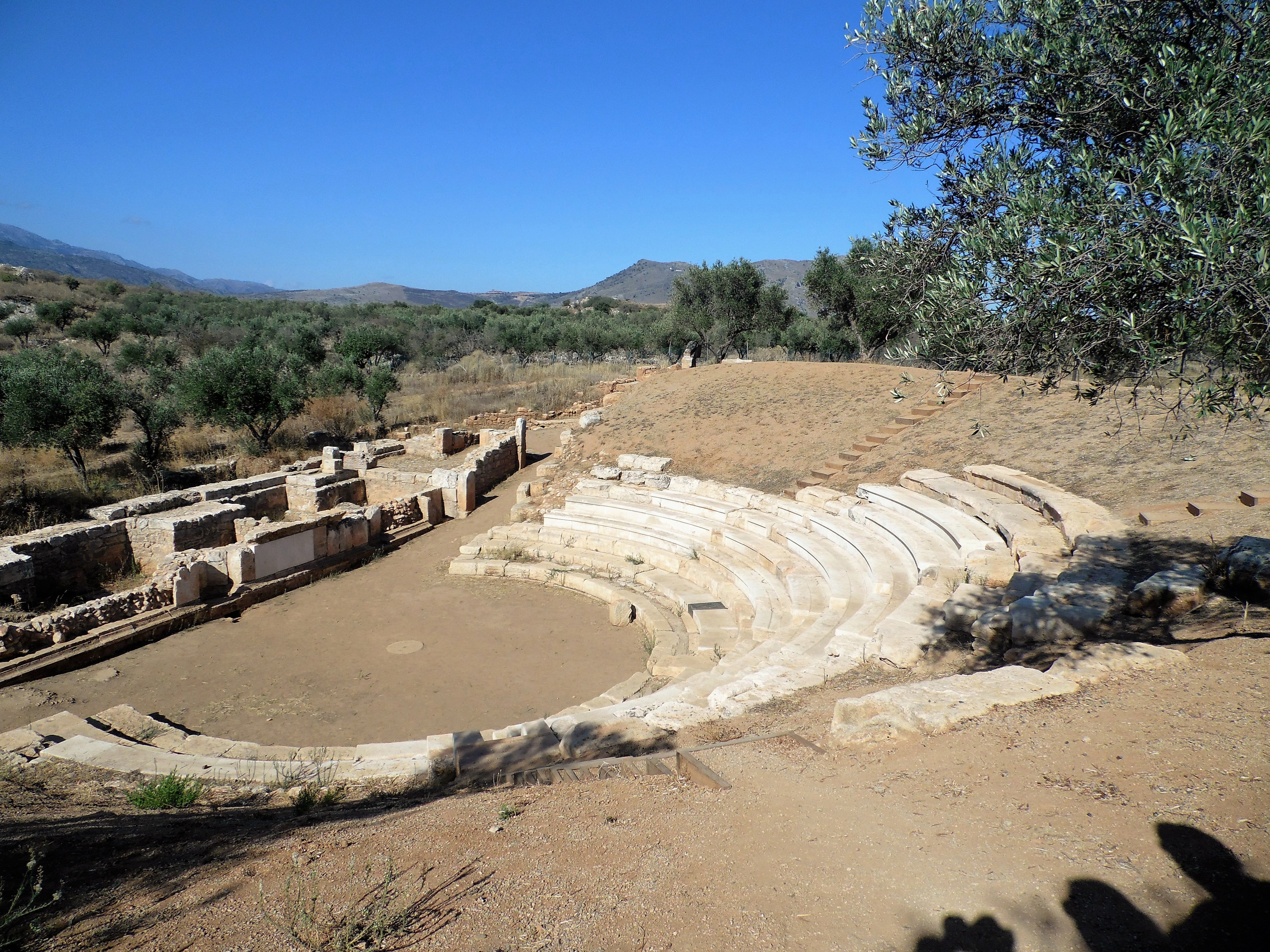
تئاتر باستانی آپترا

آپترا (به یونانی: Ἄπτερα یا Ἀπτερία) که آپترون نیز نامیده می‌شود، یک شهر باستانی و در حال حاضر یک محوطهٔ باستان‌شناسی است که در غرب جزیرهٔ کرت و در فاصلهٔ حدوداً ۱۳ کیلومتری شرق شهر خانیا قرار دارد. 

## تاریخ
در آثار به جای مانده از سده‌های ۱۳ و ۱۴ پیش از میلاد از آپترا با نام «A-pa-ta-wa» یاد شده است. با توجه به موقعیت جغرافیایی خوب، این دولتشهر از دوران تمدن مینوسی‌ها تا عصر هلنیستی قدرتمند بود، و پس از آن قدرت‌شان به تدریج کاهش یافت. 

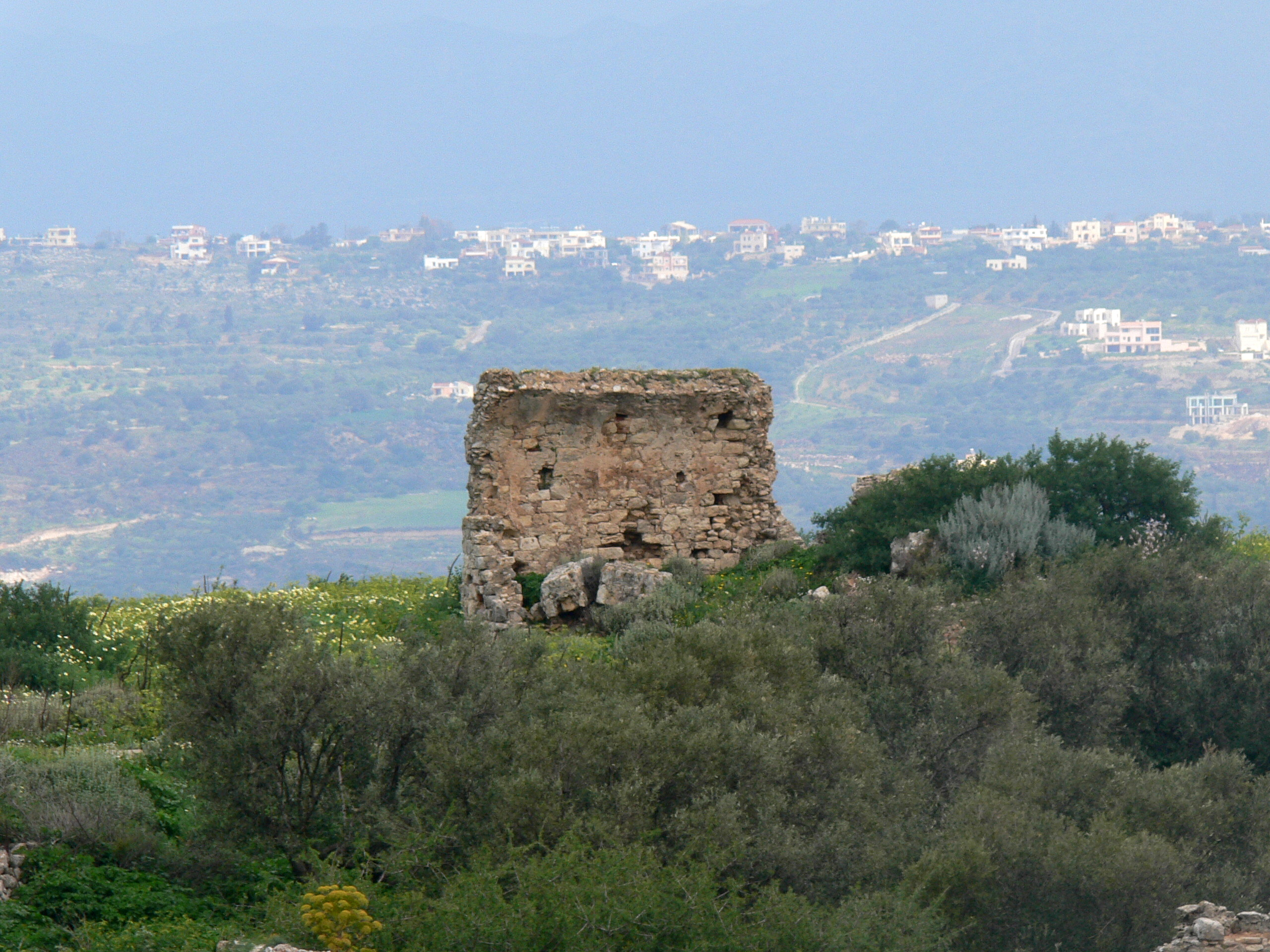
آپترا

در اساطیر یونانی، این شهر صحنهٔ مسابقهٔ افسانه‌ای میان سیرن‌ها و موزها بود؛ جایی که پس از پیروزی موزها، سیرن‌ها پرهای بال خود را از شانه‌هایشان از دست دادند و به این ترتیب سفید شدند و خود را به دریا ریختند. از این رو نام شهر آپترا، به معنای «بدون بال»، می‌باشد.
در قرن سوم پیش از میلاد، آپترا در جنگ با همسایه‌ٔ شمال غربی خود یعنی کیدونیا به سر می‌برد. در اکثر دورهٔ کهن یونان، آپترا تحت کنترل کیدونیا بود. بر اساس نوشته‌های استرابون، بندرگاه آپترا در کیساموس قرار داشت. 
این شهر طی زمین‌لرزه‌ای در سدهٔ هفتم نابود شد. در قرن دوازدهم، یک صومعه در محوطهٔ شهر ساخته شده است که تا سال ۱۹۶۴ نیز از آن استفاده می‌شد. این محوطه در حال حاضر توسط وزارت فرهنگ یونان و ادارهٔ آثار باستانی نگهداری می‌شود.
در محوطهٔ صومعه چندین ساختمان وجود دارد؛ از جمله یک کلیسا و یک بلوک دو طبقه از اقامتگاه‌های راهبان. در اطراف این محوطه نیز یک معبد دو بخشی از سده‌ٔ پنجم پیش از میلاد، یک سیسترن بزرگ رومی، حمام رومی، و بخشی از چند معبد دوران دوریک قابل توجه‌اند. یک تئاتر باستانی و یک ویلای پرتوی رومی نیز در سایت کشف شده است. 